# Балтік (1903)
RMS Baltic (укр. Балтика) — британський океанічний лайнер класу «Великої Четвірки», що перебував у власності компанії «White Star Line», якою і експлуатувався. Ходив під прапором Великої Британії із портом приписки в Ліверпулі. Третій із «Великої Четвірки».

## Історія судна
Судно спроектоване та закладене на верфі «Harland and Wolff» у Белфасті, нині Північна Ірландія. Спуск на воду відбувся 21 листопада 1903 року. 21 червня 1904 року судно здано в експлуатацію та передано на службу флоту компанії-замовника. 29 червня того ж року здійснило перший рейс з Ліверпуля до Нью-Йорка. Протягом кар'єри експлуатувався переважно як трансатлантичний лайнер між портами Британії та США. 
Протягом Першої світової війни використовувався у якості транспортного судна. Після повернення до складу флоту «White Star Line» був модернізований, в результаті чого двигуни переобладнані на живлення рідким паливом та зменшено місткість третього класу. У 1927 році здійснено чергову модернізацію.
17 лютого 1933 року судно продане та переправлене до Осаки, Японія, де було виведене з експлуатації та списане на металобрухт.